# Apósok akcióban (film, 1979)
Az Apósok akcióban vagy Öröm az ilyen szülő (eredeti cím: The In-Laws) 1979-ben bemutatott amerikai akcióvígjáték, melyet Andrew Bergman forgatókönyvéből Arthur Hiller rendezett. A főbb szerepekben Peter Falk és Alan Arkin látható.
Az Amerikai Egyesült Államokban 1979. június 15-én bemutatott film pozitív kritikákat kapott. 2003-ban elkészült egy feldolgozása is azonos címmel.

## Cselekmény
Sheldon "Shelly" Kornpett manhattani fogorvos lánya és Vince Ricardo üzletember fia jegyesek és esküvőjükre készülnek. Shelly egy vacsorán először találkozik leendő veje édesapjával, Vince-szel és azonnal gyanúsnak véli őt: ugyanis a férfi őrült sztorikat mesél Guatemalában töltött utazásáról, majd kimenti magát és az alagsori telefonon keresztül elintézett rejtélyes beszélgetést után elrejt valamit a házban. Shelly később arra kérleli lányát, ne házasodjon be a Ricardo családba, de végül sikerül megnyugtatni.
Másnap Vince megjelenik Shelly rendelőjében és különös szívességet kér, miszerint irodai széfjéből kell elhozni valamit. Shelly vonakodva beleegyezik a dologba. Miután a széfből kivesz egy fekete táskát, két fegyveres bérgyilkos rajtaüt és tüzet nyit rá. Egy utcai üldözést és lövöldözést követően Vince lefegyverzi a támadókat és elmagyarázza, hogy az Eisenhower-kormány óta a CIA-nek dolgozik. Nemrég kirabolta az Egyesült Államok pénzverdéjét, ellopva a pénznyomtatáshoz használt sémákat, ezzel próbálva megakadályozni egy közép-amerikai összeesküvést – mely során a nyomatokat megkaparintva világméretű inflációt akarnak kirobbantani. Vince az akciót a CIA jóváhagyása nélkül hajtotta végre, mert az ügynökség túl kockázatosnak vélte azt. Vince még jobban feldühíti Shellyt amikor bevallja: egy sablont a fogorvos házában rejtett el az előző este.
Az esküvői előkészületek közben Mrs. Kornpett megtalálja és a bankba viszi a sablont. Itt kiderül, hogy az lopott és a hazatérő Shellyt a Kincstár emberei veszik üldözőbe. Vince magával akarja vinni Shellyt Scrantonba, azt ígérve, hazatérésükig mindent elrendez a hatóságokkal. A fogorvos megdöbbenésére azonban repülőgépre szállnak és az Atlanti-óceán felett Honduras egy kis szigetére repülnek. Itt Vince-nek a törvényhozás egy korrupt emberével, Jesus Braunschweiger tábornokkal kell találkoznia. Amikor landolnak, Jesust fegyveres támadók agyonlövik, Vince és Shelly épségben el tud menekülni. A hotelben Vince kapcsolatba lép az összeesküvés szellemi atyjával, Garcia tábornokkal. 
Shelly felhívja az amerikai nagykövetséget, de egy Barry Lutz nevű CIA-ügynök azt állítja, Vince őrült és ezért már nem dolgozik az ügynökségnél. Vince taxiba száll, melyet az egyik korábbi fegyveres vezet, Shelly utánuk ered és megmenti társát. Az amerikai páros eljut a tábornok rezidenciájába. Az őrült Garcia 20 millió dollárt fizet a sablonokért, kitünteti őket, ezután kivégzőosztag elé állítja a két férfit. Vince sikeresen húzza az időt kivégzésük előtt, így a helyszínre érkező több száz CIA-ügynök Barry Lutz vezetésével legyőzi Garcia embereit és letartóztatják a tábornokot. Barry elárulja Shellynek, hogy Vince mindvégig igazat mondott. Vince ennek ellenére bejelenti nyugdíjba vonulását és átad 10 millió dollárt a CIA-nak. 
A tábornoktól kapott összegből saját zsebükbe félretett 10 millió dollárból az esküvőn mindketten egy-egy millió dolláros nászajándékot adnak gyerekeiknek.

## Szereplők
| Szerep                 | Színész             | Magyar hang | Magyar hang             |
| Szerep                 | Színész             | 1. szinkron | 2. szinkron (1998–2000) |
| ---------------------- | ------------------- | ----------- | ----------------------- |
| Vince Ricardo          | Peter Falk          | Szabó Gyula | Szabó Gyula             |
| Sheldon Kornpett       | Alan Arkin          |             | Kőszegi Ákos            |
| Garcia tábornok        | Richard Libertini   |             | Rudas István            |
| Carol Kornpett         | Nancy Dussault      |             | Pálos Zsuzsa            |
| Barbara Kornpett       | Penny Peyser        |             | Huszárik Kata           |
| Jean Ricardo           | Arlene Golonka      |             |                         |
| Tommy Ricardo          | Michael Lembeck     |             | Dózsa Zoltán            |
| Mo                     | Paul Lawrence Smith |             | R. Kárpáti Péter        |
| Angie                  | Carmine Caridi      |             | Csuha Lajos             |
| Barry Lutz CIA-ügynök  | Ed Begley, Jr.      |             | Rosta Sándor            |
| taxisofőr              | David Paymer        |             |                         |
| Mr. Hirschorn, páciens | Sammy Smith         |             | Csurka László           |
| Billy, a pilóta        | James Hong          |             |                         |
| Alfonso                | Sergio Calderón     |             |                         |
| önmaga (cameo)         | Carmen Dragon       |             |                         |

## A film készítése
A forgatás 1978. október 16-án kezdődött Washingtonban, majd New Yorkban folytatódott. Utóbbi helyszínhez Arthur Hiller rendező kifejezetten ragaszkodott, mert a zsúfolt helyszínben további humorforrást látott. Egy hónapig a mexikói Cuernavacában is forgattak. Az esküvői jeleneteket Los Angelesben vették fel. A felvételi munkálatok 1979 januárjának közepén fejeződtek be.

## Kritikai visszhang
A Rotten Tomatoes 29 kritikus véleményét összegezve 90%-os értékelést adott a filmre. A szöveges összefoglaló szerint „a zseniálisan összeválogatott szereplőkkel felvértezett Apósok akcióban egy furcsa párosról szóló vígjáték, melynek szellemes kiindulópontját egy nagyon vicces forgatókönyv is ügyesen megtámogatja”. A Metacritic 10 kritika alapján 69 pontot adott a filmre („általánosan kedvező” értékelés).
Janet Maslin (The New York Times) szerint „Andrew Bergman az egyik olyan ritka vígjáték-forgatókönyvet írta meg, amely egyenletes tempóban és mulatságosan fokozódik, anélkül hogy akadozna vagy akár erőlködnie kéne a befejezéséhez. Ami Mr. Arkint és Mr. Falkot illeti, az ő és nem a gyerekeik kapcsolata az, amely az égben köttetett.”

## Kapcsolódó film
A film remake-je 2003-ban jelent meg azonos címmel, Andrew Fleming rendezésében, Michael Douglas és Albert Brooks főszereplésével.

## Fordítás
- Ez a szócikk részben vagy egészben  a   The In-Laws (1979 film) című angol Wikipédia-szócikk ezen változatának fordításán alapul.  Az eredeti cikk szerkesztőit annak laptörténete sorolja fel. Ez a jelzés csupán a megfogalmazás eredetét és a szerzői jogokat jelzi, nem szolgál a cikkben szereplő információk forrásmegjelöléseként.